# Озриничи (племя)

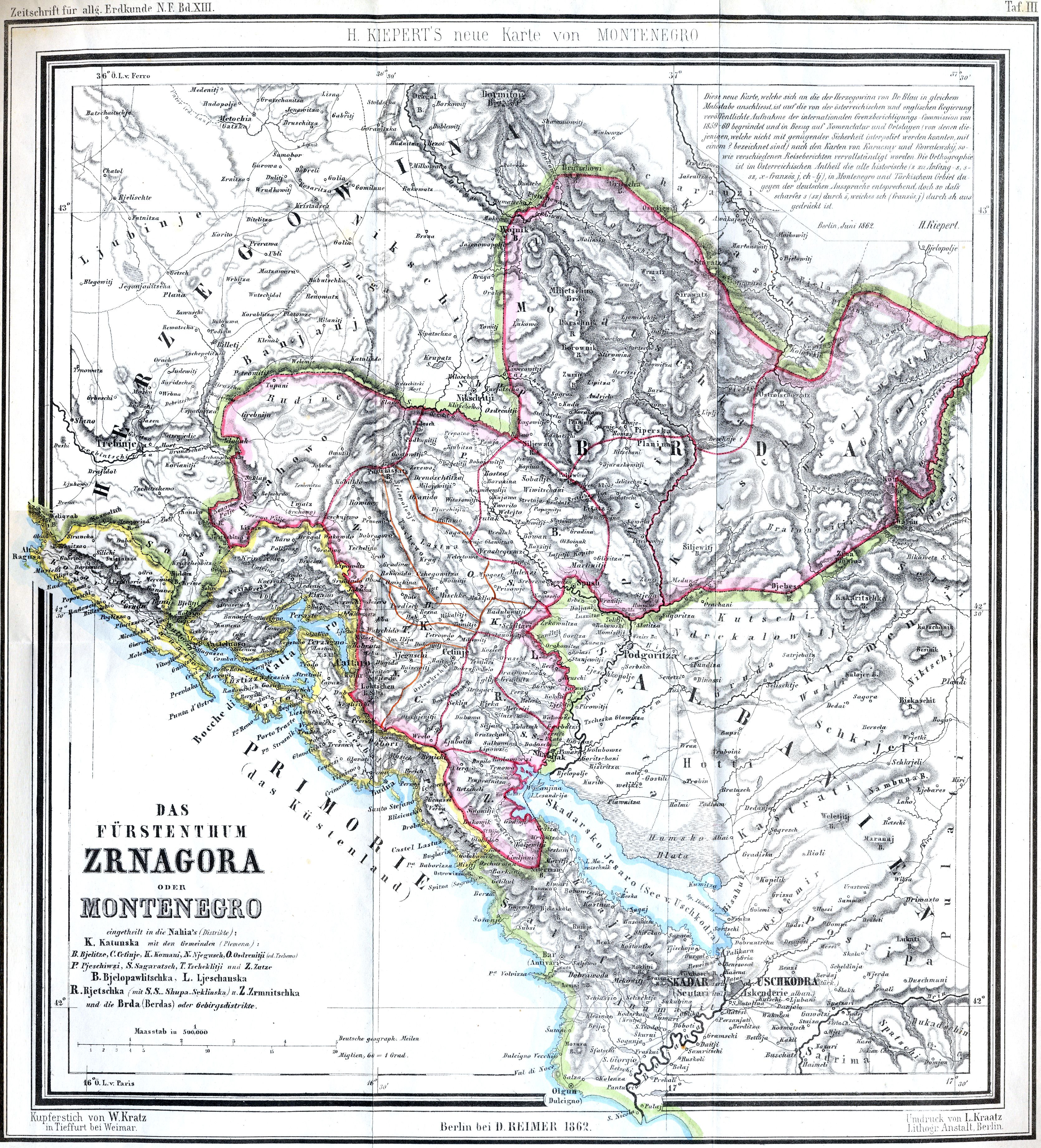
Карта Черногории, 1862 год

Расселение черногорских племен. Озриничи под номер 6

Озриничи (серб. Озринићи) — историческое племя и регион в Черногории. В период Османской империи это было одно из крупнейших племен Катунской нахии, одной из четырёх территориальных единиц Старой Черногории.

## История
Первое упоминание об Озриничах содержится в письме сербской канцелярии в Дубровнике в 1411 году. В документе, представляющем собой жалобу народа Рагузы, адресованную Елене Балшич, говорится о грабежах, совершенных Озриничами вместе с Белопавличами, Мазнице и Малоншичами, от рагузских купцах, следовавших через Зету, когда они возвращались из Сербии.
Озриничи снова упоминаются в хартии Ивана Черноевича 1489 года, затем в 1570—1571 годах в хартии Санджака Печ. Пять семей Озриничи основали поселение Озриничи в районе Никшича в 1597 году.
В период Османской империи, с XVI по конец XVIII века, Озриничи быЧерногория|ли крупнейшим племенем Катунской нахии, одной из четырех территориальных единиц Старой Черногории.
В 1829 году у Озриничей и Кучи произошел вооруженный конфликт против соседнего племени Бьелице. Черногорский митрополит Петр I Петрович-Негош послал Симу Милутиновича Сарайлию и Мойсие договориться о мире между ними.

## Антропология
По словам Ковиянича, Озриничи были древним сербским племенем. Их основателем был Озро, переселившийся из Зеты, а его потомки образовали племя Озриничи. В состав Озриничи входили деревни Барьямовица, Велестово, Марковина, Маклен, Чево, Плоча, Ластва, Ожеговичи. Все Озриничи празднуют славу (праздник) Аранджеловдана (Михаила).

## Известные люди
- Милена Вукотич (1847—1923), княгиня и королева Черногории до 1918 года, жена короля Николы I.
- Янко Вукотич (1866—1927), черногорский военный деятель, армейский генерал
- Душан Вукотич (1927—1988), югославский кинорежиссёр
- Момчило Вукотич (1950—2021), югославский футболист и тренер
- Петар Вукотич (1826—1904), черногорский государственный и военный деятель. Отец Милены Вукотич
- Вито Николич (1934—1994), югославский и черногорский поэт и журналист
- Живко Николич (1941—2001), югославский и черногорский кинорежиссёр
- Мило Джуканович (р. 1962), президент Черногории (1998—2002, 2018—2023)
- Ако Джуканович (р. 1965), черногорский бизнесмен
- Желько Штуранович (1960—2014), черногорский политик, премьер-министр Черногории (2006—2008)
- Жарко Вараич (1951—2019), югославский баскетболист
- Войо Гардашевич (р. 1940), югославский и черногорский футбольный тренер
- Блажо Перутович (р. 1983), черногорский футболист
- Рода Райчевич (1957—2001), популярный сербский и черногорский певец
- Поп Мило Йовович (1824—1877), православный священник, черногорский герой и воевода
- Драголюб Мичунович (р. 1930), сербский политик и философ
- Пеко Павлович (1828—1903), черногорский воевода
- Душан Спасоевич (1668—2003), сербский криминальный авторитет
- Бранко Радулович (черногорский политик)
- Саша Радулович (р. 1965), сербский политик и экономист.